# Tambakan (Jalancagak)
Tambakan is een bestuurslaag in het regentschap Subang van de provincie West-Java, Indonesië. Tambakan telt 6252 inwoners (volkstelling 2010).